# Thales Turini
 Thales Turini  (nacido el 18 de julio de 1989) es un tenista profesional de Brasil. 

## Carrera
Su mejor ranking individual es el N.º 308 alcanzado el 27 de enero de 2014, mientras que en dobles logró la posición 419 5 el 13 de mayo de 2013.
No ha logrado hasta el momento títulos de la categoría ATP ni de la ATP Challenger Tour, aunque sí ha obtenido varios títulos Futures tanto en individuales como en dobles.